# Pampas de Huara de Indio
Pampas de Huara de Indio es una localidad peruana ubicada en el distrito de Ayabaca, perteneciente a la provincia homónima del departamento de Piura, al norte del Perú. 

## Ubicación
Pampas de Huara de Indio se ubica al noreste de la provincia de Ayabaca, en el distrito de Ayabaca, en el departamento de Piura.

## Demografía
En 2017 Pampas de Huara de Indio tenía una población de 44 habitantes.